# Uziębły
Uziębły – (w średniowieczu Śmiechowo Wielkie) wieś w Polsce położona w województwie mazowieckim, w powiecie siedleckim, w gminie Paprotnia. Ma status sołectwa.
W latach 1975–1998 miejscowość administracyjnie należała do województwa siedleckiego.
Wierni Kościoła rzymskokatolickiego należą do parafii Narodzenia Najświętszej Maryi Panny w Hołubli.